# قزل‌آلا (فیلم ۱۹۷۸)
قزل‌آلا (به اسپانیایی: Las truchas) فیلمی در ژانر کمدی به کارگردانی خوزه لوئیس گارسیا سانچس است که در سال ۱۹۷۸ منتشر شد. از بازیگران آن می‌توان به ورونیکا فورکه اشاره کرد. این فیلم برنده خرس طلایی از جشنواره بین‌المللی فیلم برلین شده است.